# Дуглас Луїс
Дуглас Луїс (порт. Douglas Luiz, нар. 9 травня 1998, Ріо-де-Жанейро) — бразильський футболіст, що грає на позиції півзахисника за туринський «Ювентус» і національної збірної Бразилії.
У складі збірної — олімпійський чемпіон.

## Клубна кар'єра
Народився 9 травня 1998 року в місті Ріо-де-Жанейро. Вихованець футбольної школи клубу «Васко да Гама». Дорослу футбольну кар'єру розпочав 2016 року в основній команді того ж клубу, в якій провів два сезони, взявши участь у 25 матчах чемпіонату. Більшість часу, проведеного у складі «Васко да Гама», був основним гравцем команди.
15 липня 2017 підписав 5-річний контракт з англійським «Манчестер Сіті». 1 серпня був орендований іспанською «Жироною».
Після проведення двох сезонів у «Жироні», 25 липня 2019 перейшов до складу клубу «Астон Вілла».

## Виступи за збірні
Протягом 2016–2017 років залучався до складу збірної Бразилії U-20. На цьому рівні зіграв у 7 офіційних матчах.
У листопаді 2019 року дебютував  у складі національної збірної Бразилії в товариському матчі проти збірної Південної Кореї.
Також у 2019 дебютував у складі збірної Бразилії U-23.
У червні 2021 потрапив до заявки збірної Бразилії на Кубок Америки. Також був у заявці збірної Бразилії U-23 на Олімпійські ігри, на яких «селесао» стали чемпіонами.
| Дата       | Місто          | Господарі | Результат | Гості          | Турнір                       | Голи | Примітки    |
| ---------- | -------------- | --------- | --------- | -------------- | ---------------------------- | ---- | ----------- |
| 19-11-2019 | Абу-Дабі       | Бразилія  | 3 – 0     | Південна Корея | товариський матч             | -    | 80'         |
| 9-10-2020  | Сан-Паулу      | Бразилія  | 5 – 0     | Болівія        | Відбір до ЧС 2022            | -    |             |
| 13-10-2020 | Ліма           | Перу      | 2 – 4     | Бразилія       | Відбір до ЧС 2022            | -    |             |
| 13-11-2020 | Сан-Паулу      | Бразилія  | 1 – 0     | Венесуела      | Відбір до ЧС 2022            | -    | 30'         |
| 17-11-2020 | Монтевідео     | Уругвай   | 0 – 2     | Бразилія       | Відбір до ЧС 2022            | -    | 45+3' 90+2' |
| 8-6-2021   | Асунсьйон      | Парагвай  | 0 – 2     | Бразилія       | Відбір до ЧС 2022            | -    | 73'         |
| 27-6-2021  | Гоянія         | Бразилія  | 1 – 1     | Еквадор        | Копа Америка 2021 - 1-й етап | -    | 78'         |
| 5-7-2021   | Ріо-де-Жанейро | Бразилія  | 1 – 0     | Перу           | Копа Америка 2021 - півфінал | -    | 90+2'       |
| Усього     |                | Матчів    | 8         |                | Голів                        | 0    |             |

## Титули і досягнення
- Олімпійський чемпіон: 2020
- Срібний призер Кубка Америки: 2021